# ニコニコ大会議
ニコニコ大会議（ニコニコだいかいぎ）とは、株式会社ドワンゴが主催していたニコニコ動画についての会議イベントの一つ。
2012年以降は、ニコニコ超会議やニコニコ超パーティーにその役割を譲っている。

## 概要
ニコニコ動画関連新機能等の発表会を含めたニコニコユーザー向け総合イベントである。開始当初は完全無料で会場（抽選あり）・生放送ともに観覧可能だったが、2010夏の大会議からはすべて有料イベントとなっている。
日本に於けるサブカルチャー発祥の巨大イベント「ニコニコ超会議」の源流となっている。

## イベントの歴史
- 2008年7月4日：「ニコニコ大会議2008〜日本の夏、ニコニコの夏〜」（会場：JCBホール）
ニコニコ動画が初めて行ったイベント。当時は新機能発表とプレスからの質疑応答という流れ。
- 2008年12月4日：「ニコニコ大会議2008冬 〜ザ・デイ・ビフォー・明後日〜」（会場：JCBホール）
新機能発表に加え、歌い手のパフォーマンスが入る。
- 2009年11月〜2010年2月：「ニコニコ大会議2009-2010 ニコニコ動画（9）全国ツアー」 
仙台市、金沢市、高知市、福岡市、大阪市、名古屋市、札幌市、広島市の全国8都市のライブハウスを巡るライブイベント。この時から「新機能発表」+「歌い手によるライブ」という形になる。
- 2010年2月19日・20日：「ニコニコ大会議ツアーファイナル2Days」（会場：JCBホール）
上記ツアーのファイナルという形で2日間講演を行った。既に「大会議」という名のライブイベントへと変貌を遂げている。
- 2010年8月26日：「ニコニコ大会議2010夏〜笑顔のチカラ〜」 （会場：C.C.レモンホール）
この大会議から有料イベントへの変更がなされた。
- 2010年10月28日：「ニコニコ大会議2010秋〜それはロックか?〜」 （会場：SHIBUYA-AX）
この大会議からはオールスタンディング形式かつCG演出が入る。
- 2010年12月〜2011年1月：「ニコニコ大会議2010-2011全国ツアー 〜ありがとう100万人〜」
2009-2010の全国ツアーで巡業した8都市に高崎市を加えた全国9都市で開催。
- 2011年2月4日・5日：「ニコニコ大会議2010-2011全国ツアー 〜ありがとう100万人〜 FINAL（凸）・（凹）」（会場：JCBホール）
この大会議ではパフォーマー、踊り手、生放送主（生主）といった幅広い著名なユーザーが参加した。
- 2011年5月22日：「ニコニコ大会議2011 in 台湾」
初の海外開催。